# Johann-Philipp Spiegelfeld
Johann-Philipp Spiegelfeld (geboren am 15. September 1980) ist ein österreichischer Fernsehmoderator, Historiker, Pilot sowie Chef einer Hilfsorganisation. Er wurde einer breiten Öffentlichkeit durch die Moderation der ORF-Fernsehserie Herrschaftszeiten – Johann-Philipps Schlossbesuche bekannt.

## Werdegang
Spiegelfeld beendete im Jahr 1998 seine schulische Ausbildung an einem Gymnasium in Wien-Döbling. Von September 1998 bis Mai 1999 leistete er den Wehrdienst beim österreichischen Bundesheer ab.
Vom Herbst 1999 bis zum Winter 2001 studierte er ohne Abschluss an der Wirtschaftsuniversität Wien. Anschließend durchlief er bis Juni 2002 eine Ausbildung zum Piloten bei der Austrian Airlines Pilot School und arbeitet seit Dezember 2001 für dieses Unternehmen als Linienpilot.
Vom Winter 2003 bis zum Sommer 2008 studierte er Geschichtswissenschaften an der Universität Wien und erreichte einen Abschluss als Magister. Nach einem postgradualen Studium an der FH Joanneum in Graz von 2020 bis 2022 erwarb er zusätzlich einen Master of Science in Engineering (M.Sc.) für Air Traffic Management.
Ab April 2021 moderierte er neben anderen Formaten hauptsächlich die ORF-Serie Herrschaftszeiten – Johann-Philipps Schlossbesuche. In dieser besuchte er österreichische Schlösser und Burgen und plauderte mit deren Bewohnern. Bei einem Gutteil der Besuche war zu erfahren, wie Spiegelfeld mit den besuchten Personen verwandt war.
Als Nachfolgerin von Herrschaftszeiten kündigte der ORF im Frühjahr 2025 die Serie Herrgottszeiten  - Johann Philipps Klosterbesuche an. Diese neue Serie soll ab Juli 2025 ausgestrahlt werden.

## Familie
Spiegelfeld entstammt der gleichnamigen österreichischen einst adeligen Familie. Sein Onkel Franz Spiegelfeld ist Schlossherr auf Schloss Schenna bei Meran.
Er ist verheiratet und Vater von zwei Söhnen, Vincent und Xaver.

## Ehrenamt
In seiner Freizeit engagiert sich Spiegelfeld als Rettungssanitäter beim Malteser Hospitaldienst Austria, dem er seit 2016 auch als Mitglied angehört. Seit April 2024 ist er in Nachfolge von Niklas Salm-Reifferscheidt-Raitz dessen Kommandant.

## Werke
- Fliegen – Teil der österreichischen Konsumgeschichte?: Eine historische Betrachtung von 1958 bis 2007. Hochschulschrift, Universität Wien, 2008 (Download, Biographie auf Seite 133)
- Johann-Philipp Spiegelfeld. Herrschaftszeiten. Johann-Philipps Schlossbesuche. Amalthea. 2024. Wien. ISBN  978-3-99050-271-6